# Tobitsch, Sokovo
Tobitsch je naselje v Občini Sokovo v Okraju Trg na Koroškem v Avstriji.